# Al-Jazira Sporting Club
El Al-Jazira Sporting Club (en árabe: نادي الجزيرة) es un club polideportivo de Abu Dabi (Emiratos Árabes Unidos). Su principal actividad es el fútbol. Fue fundado en 1974 y juega en la UAE Pro League.

## Historia
El equipo de fútbol fue fundado el 19 de marzo de 1974, cuando se unieron el Al Khalidiyah Club y el Al Bateen Club.
En 2007 el equipo ganó un título: una Copa de Clubes Campeones del Golfo.
El club, desde su creación, ha ido invirtiendo en otros deportes. Además de su sección principal, la de fútbol, el club cuenta actualmente con otras secciones: balonmano, voleibol, natación, ping-pong y bolos.

## Uniforme
- Uniforme titular: Camiseta blanca, pantalón negro y medias rosas y amarillas.
- Uniforme alternativo: Camiseta negra, pantalón negro y medias rojas.

## Estadio
El Al-Jazira Sporting Club juega en el Estadio Al Jazira Mohammed Bin Zayed. Tiene capacidad para 42.056 personas.

## Palmarés

### Torneos nacionales
- Primera División de los Emiratos Árabes Unidos (3): 2010/11, 2016/17, 2020/21.
- Copa Presidente de Emiratos Árabes Unidos (3): 2010/11, 2011/12, 2015/16.
- Etisalat Emirates Cup (1): 2009/10

### Torneos internacionales
- Copa de Clubes Campeones del Golfo (1): 2007